# Windows Movie Maker
Windows Movie Maker var et enkelt program til videoredigering. Det indgik i operativsystemet Microsoft Windows fra versionen Windows ME (udkom i år 2000) til og med versionen Windows Vista.
I Windows 7 udvikledes efterfølgeren under navnet Windows Live Movie Maker, som udkom i 2009.
Udviklingen af Windows Live Movie Maker standsede i 2011, og i januar 2017 fjernede Microsoft muligheden for at hente programmet fra deres hjemmeside. Programmet er i Windows 10 blevet erstattet med Windows Story Remix, som er en del af Windows Photos app'en.
Movie Maker og Live Movie Maker kunne bruges til at overføre lyd og video fra et digitalt videokamera til PC'en. Dette video/audio kunne derefter klippes sammen med andre videoer fra andre steder og derefter kunne man indsætte tekst og stillbilleder i videoen på et storyboard.

## Versioner
| 2000 | Windows Movie Maker 1.0 til Windows Me                                      |
| 2001 | Windows Movie Maker 1.1 til Windows XP                                      |
| 2002 | Windows Movie Maker 2.0 til Windows XP                                      |
| 2004 | Windows Movie Maker 2.1 til Windows XP (Service Pack 2) og (Service Pack 3) |
| 2004 | Windows Movie Maker 2.5 til Windows XP Media Center Edition 2005            |
| 2007 | Windows Movie Maker 2.6 til Windows Vista                                   |